# Henry Becque

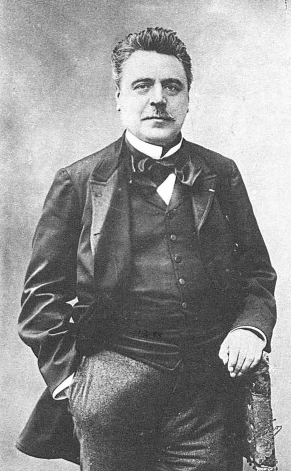
Henry Becque

Henry François Becque (28 de abril ou 9 de abril de 1837, em Paris, França - 12 de abril de 1899), foi um dramaturgo francês.